# Фонтнел (Територија Белфор)
Фонтнел (фр. Fontenelle) је насељено место у Француској у региону Франш-Конте, у департману Територија Белфор.
По подацима из 2011. године у општини је живело 154 становника, а густина насељености је износила 88,0 становника/km².

## Демографија
| 1962. | 1968. | 1975. | 1982. | 1990. | 2011. |
| ----- | ----- | ----- | ----- | ----- | ----- |
| 44    | 52    | 79    | 115   | 118   | 154   |